# 에이미 서데러스
에이미 시데리스(Amy Sedaris, 1961년 3월 29일 ~ )는 미국의 배우, 희극인, 작가이다.

## 출연 작품

### 영화
- 러브 인 맨하탄 (2002) - 레이철 호프버그 역
- 엘프 (2003)
- 스쿨 오브 락 (2003)
- 치킨 리틀 (2005) - 애니메이션
- 그녀는 요술쟁이 (2005)
- 슈렉 3 (2007) - 애니메이션
- 죽여줘! 제니퍼 (2009)
- 장화 신은 고양이 (2011) - 애니메이션
- 아메리칸 셰프 (2014) - 젠 역
- 내 이름은 꾸제트 (2016) - 아이다 이모 역 (애니메이션)
- Ghost Team (2016)
- 안 핸섬한 형사 핸섬 (2017, Handsome) - 터커 역
- 라이온 킹 (2019)
- 보스 베이비 2 (2021) - 티나 템플턴 / 보스 베이비 역 (애니메이션)

### 텔레비전
- 보잭 홀스맨 (2014-20) - 애니메이션
- 언브레이커블 키미 슈미트 (2015-20)
- 만달로리안 (2019-현재)
- 북 오브 보바 펫 (2022)